# Manuel Pedersen
Manuel Pedersen ist ein ehemaliger uruguayischer Fußballspieler.

## Spielerlaufbahn

### Verein
Stürmer Pedersen, der bereits 1954 für die Rampla Juniors spielte, stand auch in der Spielzeit 1958 im Kader der Montevideaner. In jener Saison wurde er mit zwölf erzielten Treffern Torschützenkönig der Primera División und trug somit zum erfolgreichen Abschneiden seiner Mannschaft bei, die in jenem Jahr Vizemeister Uruguays wurde. Später war er auch für den argentinischen Verein Club Atlético Atlanta aktiv. Dort spielte er 1959 und stand beispielsweise auch in einem Freundschaftsspiel gegen Peñarol am 8. März 1960 an der Seite von Walter Róque, Mario Griguol, Artime und Zubeldia auf dem Platz. Weitere Stationen Pedersens waren sodann 1960 CA Excursionistas, 1961 bis 1962 Sportivo Dock Sud, ebenfalls 1962 Almagro und schließlich CA Lanús im Jahre 1963.

### Nationalmannschaft
Pedersen gehörte der uruguayischen Junioren-Nationalmannschaft an, die 1954 an der Junioren-Südamerikameisterschaft in Venezuela teilnahm und den Titel gewann. Im Verlaufe des Turniers wurde er von Trainer Gerardo Spósito fünfmal eingesetzt. Dabei erzielte er vier Tore.

### Erfolge
- Junioren-Südamerikameister: 1954
- Uruguayischer Vize-Meister: 1958
- Torschützenkönig der Primera División (Uruguay): 1958